# Popa spurca
Popa spurca är en bönsyrseart som beskrevs av Stal 1856. Popa spurca ingår i släktet Popa och familjen Mantidae.

## Underarter
Arten delas in i följande underarter:
- P. s. pallida
- P. s. spurca
- P. s. crassa

## Bildgalleri

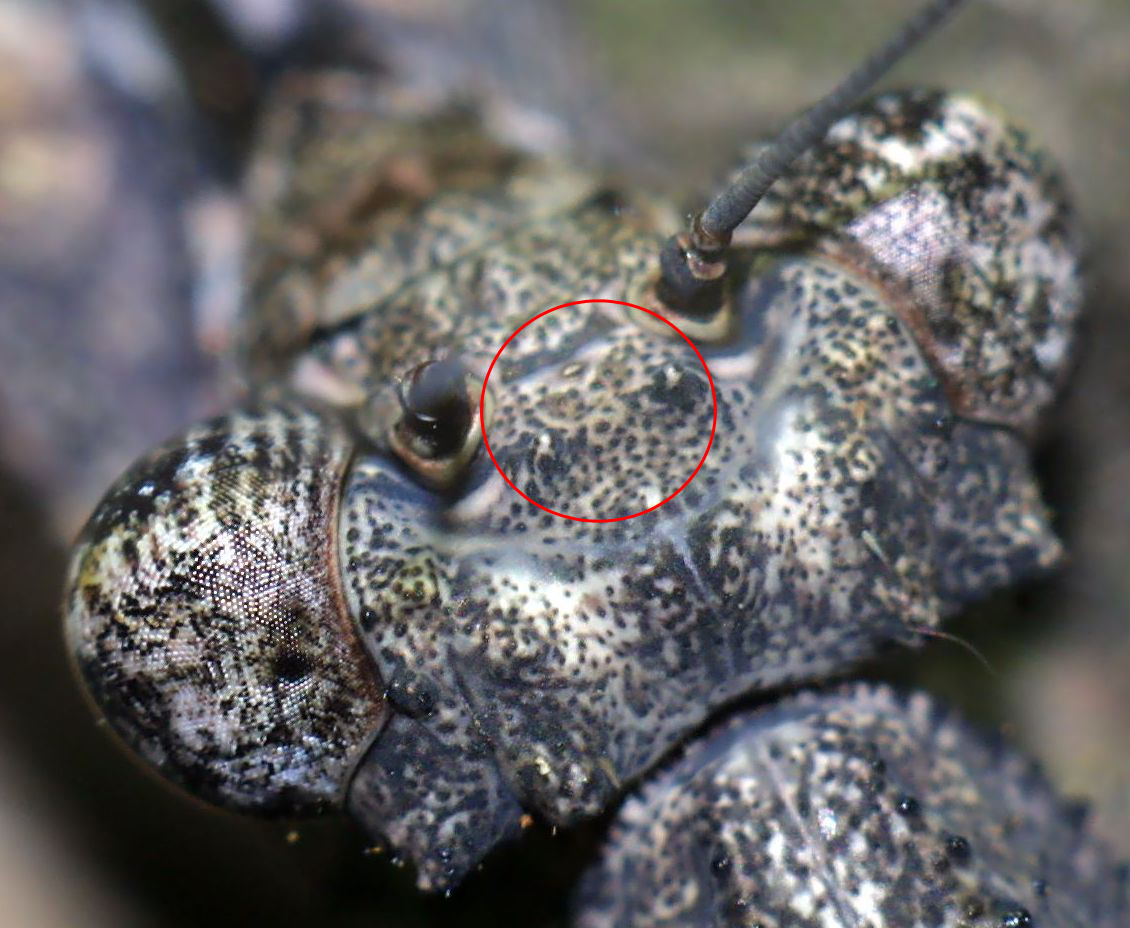
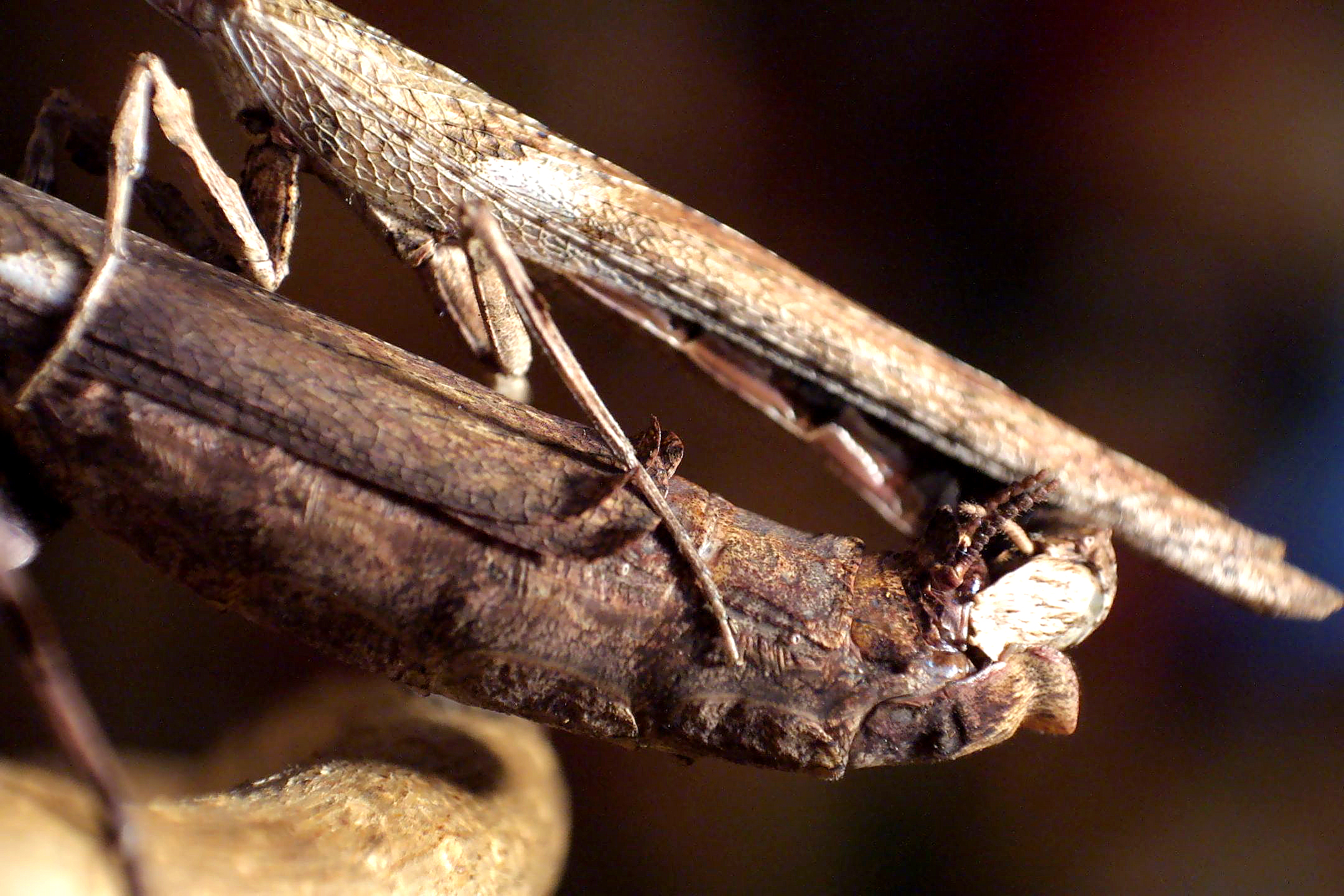